# Yrjö Jylhä
Yrjö Olavi Jylhä, född 21 juli 1903 i Tammerfors, död 30 december 1956 i Åbo, var en finländsk poet och översättare.
Jylhä blev under studieåren i Helsingfors i början av 1920-talet medlem av gruppen Eldbärarna och skrev dikter för två av dess 1924–1925 utgivna antologier samt utgav 1926–1931 tre egna diktsamlingar. Han slutförde aldrig sina studier utan förtjänade sitt uppehälle delvis genom översättningsarbeten som han utförde från svenska och engelska till finska. Han skrev vidare två diktsamlingar, som utkom 1937 och 1938.
Under vinterkriget tjänstgjorde Jylhä som kompanichef vid Taipaleenjoki och utgav 1941 samlingen Kiirastuli, i vilken han skildrade krigets vardag och den finländska soldatens tapperhet. År 1948 tilldelades han Pro Finlandia-medaljen och 1952 fick han Aleksis Kivipriset.
Jylhä tog sitt liv efter att ha sammanställt ett urval av sin produktion, som publicerades med titeln Yrjö Jylhän kauneimmat runot (1957).